# Eudactylina leptochariae
Eudactylina leptochariae is een eenoogkreeftjessoort uit de familie van de Eudactylinidae. De wetenschappelijke naam van de soort is voor het eerst geldig gepubliceerd in 2000 door Diebakate & Raibaut.